# Micronix nivalis
Micronix nivalis är en fjärilsart som beskrevs av Hans Georg Amsel. Micronix nivalis ingår i släktet Micronix och familjen mott. Inga underarter finns listade i Catalogue of Life.